# Cuauhtémoc (Colima)
Cuauhtémoc is een plaats in de Mexicaanse deelstaat Colima. De plaats heeft 8.165 inwoners (census 2005) en is de hoofdplaats van de gemeente Tecomán.
De plaats is genoemd naar Cuauhtemoc, de laatste heerser van de Azteken.